# Scopula aspilataria
Scopula aspilataria är en fjärilsart som beskrevs av Walker 1861. Scopula aspilataria ingår i släktet Scopula och familjen mätare. Inga underarter finns listade.